# Marian Arkwright
Marian Ursula Arkwright (Norwich, Norfolk, 25 de gener de 1863 - Highelere, 23 de març de 1922) fou una compositora anglesa, directora d'orquestra, professora de música, musicòloga, contrabaixista i violista.
Llicenciada en Música per la Universitat de Durham el 1895, s'hi doctorà el 1913. Va treballar com a música d'orquestra i compositora i va dirigir orquestres com la Newbury Amateur Orchestral Society. Va exercir com a secretària de la English Ladies' Orchestral Union.

## Obra
Va publicar tres volums de duets de violí i piano i dues peces de concert per a viola i piano. Es va interessar per la música popular i la seva simfonia japonesa contenia aires que ella mateixa havia anotat.
Arkwright es va destacar per les combinacions d'instruments inusuals:
- Quintet per a piano, oboè, clarinet, trompa i fagot
- Trio per a piano, oboè i trompa
- Trio per a piano, oboè i viola
- Scherzo i variacions per a piano, clarinet i fagot
- Sobris per a piano, oboè i viola

Deixà nombroses obres per a orquestra, com
- Simfonia en la menor 'The Japanese'
- Winds of the World, suite simfònica 1913
- Concert Overture de 1913 'A Blackbird's Matins'
- Variacions sobre un aire de Handel
- Suite per a corda 'Melbourne' (also for added wind) 1907
- Easy March  pub. by Cary & Co.

A més publicà una Missa de Rèquiem (1915), una balada per a veus de dona titulada The Dragon of Wantley i diversos quaderns de Cançons. Algunes grans composicions corals restaren inèdites.